# Pentaeritritol
Pentaeritritol je organska spojina s kemijsko formulo C(CH2OH)4, ki spada med polivalentne alkohole – poliole. Pentaeritritol je bela kristalinična snov, ki je zelo uporabna surovina za sintezo mnogih polifunkcionalnih spojin, na primer eksploziva PETN (pentaeritritol tetranitrat) in pentaeritritol triakrilata. Derivati pentaeritritola so sestavine alkidnih smol, lakov, stabilizatorjev za PVC, estrov talovega olja in olefinskih antioksidantov.
Estri pentaeritritola brez halogenov so biološko razgradljiva in okolju prijazna zamenjava za običajna transformatorska olja, ki vsebujejo poliklorobifenil (PCB), spojine na osnovi silikonov in fluorirane ogljikovodike. Zaradi majhne hlapnosti in visokega plamenišča so zelo odporni proti vžigu, do katerega lahko pride pri večjih električnih okvarah transformatorja.

## Sinteze
Pentaeritritol se običajno sintetizira s kondenzacijo formaldehida in acetaldehida v bazičnem mediju:
2CH3CHO + 8CH2O + Ca(OH)2  →  2C(CH2OH)4 + Ca(COOH)2
Reakcija je dvostopenjska: najprej poteče aldolna reakcija, za njo pa Canizzarova reakcija. V reakciji nastane nekaj nečistoč oz. stranskih produktov (dipentaeritritol in tripentaeritritol).